# Elecciones presidenciales de Filipinas de 1998
Las elecciones presidenciales de Filipinas de 1998 tuvieron lugar el 11 de mayo para escoger al sucesor de Fidel V. Ramos. El hasta entonces vicepresidente Joseph Estrada obtuvo una victoria aplastante con casi el 40% de los votos, superando por casi 25 puntos a su candidato más cercano, José de Valencia (del mismo partido que Ramos). En la carrera por la vicepresidencia, la senadora Gloria Macapagal-Arroyo ganó un mandato de seis años como vicepresidente también por una victoria aplastante, convirtiéndose en la segunda mujer de Filipinas, después de Corazón Aquino, en integrar una de las dos posiciones en la fórmula presidencial. Esta fue la tercera elección en la cual el presidente y el vicepresidente vinieron de diferentes partes.

## Resultados
El 10º Congreso escrutó los votos en sesión conjunta días antes de declarar a Estrada y Arroyo como los ganadores; con el presidente del Senado Neptali Gonzales y Altavoz De Venecia anunciando a los vencedores. Si bien el escrutinio oficial no comenzó sino hasta dos semanas después de las elecciones, el Movimiento Nacional de Elecciones Libres (NAMFREL) lleva a cabo un conteo rápido paralelo y no oficial, que es lanzado días después de la elección y que se actualiza a intervalos irregulares. NAMFREL basa su recuento a partir de la séptimo copia de los resultados. En teoría, los resultados totales del escrutinio oficial (derivado de los certificados de escrutinio, que se derivan a partir los resultados de las elecciones) y el conteo rápido de NAMFREL deben ser iguales.

### Resultado presidencial

#### Resultado oficial
| Candidatos           | Candidatos               | Partidos                                                 | Votos      | %      |
| -------------------- | ------------------------ | -------------------------------------------------------- | ---------- | ------ |
|                      | Joseph Estrada           | Pwersa ng Masang Pilipino                                | 10.722.295 | 39.86% |
|                      | Jose de Venecia          | Lakas–NUCD–UMDP                                          | 4.268.483  | 15.87% |
|                      | Raul Roco                | Aksyon Demokratiko (Democratic Action)                   | 3.720.212  | 13.83% |
|                      | Emilio Osmeña            | Probinsya Muna Iniciativa de Desarrollo                  | 3.347.631  | 12.44% |
|                      | Alfredo Lim              | Partido Liberal                                          | 2.344.362  | 8.71%  |
|                      | Renato de Villa          | Partido para sa Demokratikong Reporma–Lapiang Manggagawa | 1.308.352  | 4.86%  |
|                      | Miriam Defensor Santiago | Partido de la Reforma Popular                            | 797.206    | 2.96%  |
|                      | Juan Ponce Enrile        | Independiente                                            | 343.139    | 1.28%  |
|                      | Santiago Dumlao          | Kilusan para sa Pambansang Pagpapanibago                 | 32.212     | 0.12%  |
|                      | Manuel Morato            | Partido Bansang Marangal                                 | 18.644     | 0.07%  |
|                      |                          |                                                          |            |        |
| Total                | Total                    | Total                                                    | 26.902.536 | 100%   |
|                      |                          |                                                          |            |        |
| Votos válidos        | Votos válidos            | Votos válidos                                            | 26.902.536 | 91.9%  |
| Votos anulados       | Votos anulados           | Votos anulados                                           | 2.383.239  | 8.1%   |
| Participación        | Participación            | Participación                                            | 29.285.775 | 86.5%  |
| Votantes registrados | Votantes registrados     | Votantes registrados                                     | 33.873.665 |        |

#### Conteo rápido del NAMFREL
| Conteo rápido de NAMFREL (79.25% de precisión) |         |                                                     |            |            |            |
| Candidato                                      | Partido | Partido                                             | Resultados | Resultados | Resultados |
| Candidato                                      | Partido | Partido                                             | Votos      | %          | Diferencia |
| Joseph Estrada                                 |         | Pwersa ng Masang Pilipino                           | 8.239.823  | 39.47%     |            |
| Jose de Venecia                                |         | Lakas-CDM                                           | 3.247.067  | 15.55%     | -0.32%     |
| Raul Roco                                      |         | Aksyon Demokratiko                                  | 2.923.842  | 14.00%     | 0.17%      |
| Emilio Osmeña                                  |         | Probinsya Muna Iniciativa de Desarrollo             | 2.454.432  | 11.76%     | -0.68%     |
| Alfredo Lim                                    |         | Partido Liberal                                     | 1.815.664  | 8.70%      | -0.01%     |
| Renato de Villa                                |         | Partido ng Demokratikong Reporma-Lapiang Manggagawa | 1.028.854  | 4.93%      | 0.07%      |
| Miriam Defensor Santiago                       |         | Partido de la Reforma Popular                       | 584.633    | 2.80%      | -0.16%     |
| Juan Ponce Enrile                              |         | Independiente                                       | 297.801    | 1.43%      | 0.15%      |
| Imelda Marcos (se retiró)                      |         | Kilusang Bagong Lipunan                             | 232.714    | 1.11%      | N/A        |
| Santiago Dumlao                                |         | Kilusan para sa Pambansang Pagpapanibago            | 29.327     | 0.14%      | 0.02%      |
| Manuel Morato                                  |         | Partido Bansang Marangal                            | 23.208     | 0.07%      | 0.04%      |
| Votos                                          | Votos   | Votos                                               | 20.877.365 | 100.00%    | —          |